# 와파코네타 (오하이오주)

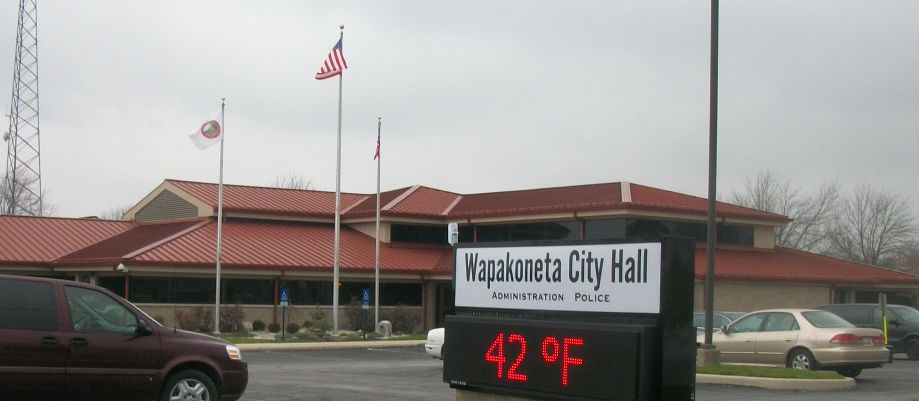
와파코네타 시청

와파코네타(Wapakoneta)는 미국 오하이오주 오글레이즈군의 최대도시이자 군청 소재지이다. 데이턴에서 북쪽으로 약 90킬로미터, 털리도에서 남쪽으로 134킬로미터 떨어진 곳에 위치해 있다. 2010년 인구 조사에 따르면 이 지역의 인구 수는 9,867명이다.

## 인구
| 인구조사    | 인구  | Note  | %±     |
| ----------- | ----- | ----- | ------ |
| 1850년      | 504   |       | —      |
| 1860년      | 900   |       | 78.6%  |
| 1870년      | 2,150 |       | 138.9% |
| 1880년      | 2,705 |       | 25.8%  |
| 1890년      | 3,616 |       | 33.7%  |
| 1900년      | 3,915 |       | 8.3%   |
| 1910년      | 5,349 |       | 36.6%  |
| 1920년      | 5,295 |       | −1.0%  |
| 1930년      | 5,378 |       | 1.6%   |
| 1940년      | 5,225 |       | −2.8%  |
| 1950년      | 5,797 |       | 10.9%  |
| 1960년      | 6,756 |       | 16.5%  |
| 1970년      | 7,324 |       | 8.4%   |
| 1980년      | 8,402 |       | 14.7%  |
| 1990년      | 9,214 |       | 9.7%   |
| 2000년      | 9,474 |       | 2.8%   |
| 2010년      | 9,867 |       | 4.1%   |
| 2019 (추산) | 9,698 | [ 2 ] | −1.7%  |
| 출처:       |       |       |        |

## 출신 인물
- 닐 암스트롱